# Knut Sjöberg (apotekare)
Knut Magnus Sjöberg, född 11 februari 1860 i Alsters socken, Värmlands län, död 9 mars 1949, var en svensk apotekare. Han var far till biokemisten Knut Sjöberg.
Sjöberg avlade apotekarexamen 1885 samt var 1909–1915 innehavare av apoteket Leoparden och 1915–1930 på Svanen, bägge i Stockholm. Han tillhörde de ledande krafterna inom apotekarkåren; han var 1903–1904 och 1924 ordförande i Farmaceutiska föreningen och 1903–1908 i centralstyrelsen för Sveriges farmaceutförbund, blev 1911 Apotekarsocietetens sekreterare och var 1916–1923 dess ordförande. Från 1913 var han medlem av Farmaceutiska institutets styrelse och blev samma år ledamot av kommittén angående apoteksväsendets omorganisation. År 1906 bildades, huvudsakligen på Sjöbergs initiativ, Sveriges Apotekares Kredit AB, vars verkställande direktör han var till 1921. Han publicerade ett stort antal artiklar i fackvetenskapliga och yrkesfrågor.